# Gvidas Gineitis
Gvidas Gineitis (Mažeikiai, 15 de abril de 2004) es un futbolista lituano que juega en la demarcación de centrocampista para el Torino F. C. de la Serie A.

## Selección nacional
Tras jugar en varias categorías inferiores de la selección, finalmente hizo su debut con la selección de fútbol de Lituania en un partido de la Copa Báltica 2022 contra Islandia que finalizó con un resultado de empate a cero.

## Clubes
| Club         | País     | Año       | Partidos | Goles |
| ------------ | -------- | --------- | -------- | ----- |
| Be1 NFA      | Lituania | 2018-2019 | 10       | 0     |
| FK Atmosfera | Lituania | 2019-2020 | 28       | 4     |
| SPAL         | Italia   | 2020-2022 | 0        | 0     |
| Torino F. C. | Italia   | 2022-     | 49       | 3     |